# اونترفراون‌هاید
انترفروانهاید (به آلمانی: Unterfrauenhaid) یک منطقهٔ مسکونی در اتریش است که در ناحیه اوبرپولندورف واقع شده‌است. انترفروانهاید ۶۷۵ نفر جمعیت دارد.